# Goodbye Iowa
Goodbye, Iowa es el decimocuarto episodio de la cuarta temporada de la serie de televisión estadounidense de terror, comedia y acción Buffy la Cazavampiros.

## Argumento

### Resumen
Riley descubre que la profesora Walsh intentó acabar con la vida de Buffy, para descubrir posteriormente que Maggie ha muerto. Desorientado, comenzará a sufrir síndrome de abstinencia al no ingerir la comida con las drogas de la Iniciativa.

### Desarrollo
Riley (Marc Blucas) acude a casa de Giles (Anthony Head) para averiguar qué sucedió y reconoce a Spike (James Marsters) como el prisionero N.º 17. Le explican que creen que Buffy (Sarah Michelle Gellar) estaba a punto de averiguar algo que la Dra. Walsh quería mantener secreto. Riley no quiere creerlo y, confuso, se va para intentar aclararlo.
En la Iniciativa encuentran el cadáver de la Dra. Walsh. Uno de los chicos acusa a Buffy, otro de los doctores dicen que ha podido ser un demonio que se escapó. Ninguna de ellos sabe que fue Adam, quien está suelto por la ciudad y mata a un niño. La pandilla se esconde de la Iniciativa en el sótano de Xander cuando se enteran de la noticia por la televisión. Buffy se da cuenta de que la Iniciativa está implicada en esa muerte y acude a la escena del crimen, donde ve a Riley, quien le informa que la Dra. Walsh ha muerto.
Willow (Alyson Hannigan) va a ver a Tara (Amber Benson) para hacer un conjuro que les ayude a localizar la energía demoníaca en la zona, pero cuando Willow cierra los ojos Tara no logra completar el hechizo.
Buffy va al bar de Willy (Severio Guerra) en busca de información. Cuando pregunta por el N.º 314 aparece Riley, temblando y muy desorientado, y le acusa de relacionarse con demonios. No sabe lo que le pasa, pero no está en buenas condiciones físicas y su estado ha empeorado.
Xander y Buffy se infiltran en la base de la Iniciativa. Riley despierta más tarde y va también a la Iniciativa. Averiguan que han estado medicando a los chicos en su comida. Mientras Buffy interroga a uno de los doctores aparece Adam, al que ven por primera vez. Adam tiene un disquete sobre Riley y le dice que la Dra. Walsh le creó, inyectándole drogas y moldeándole la mente. Adam mata al otro doctor, pero escapa antes de que el resto de los chicos de la Iniciativa le vean. Los chicos de la Iniciativa le dicen a Buffy que se vaya que ellos se ocupan de Riley.

### Análisis
Este espidosio, junto con el anterior, como se verá más adelante tiene una referencia a Frankenstein, novela que trata sobre la moral científica, la creación y destrucción de vida y la audacia de la humanidad en su relación con Dios. Adam, que aparecerá en este episodio, ha sido creado por científicos humanos, desafiando a Dios, cual Frankenstein (nombre del científico creador del monstruo) han creado a un ser con partes de otros demonios y les han dado vida. Y su criatura como en la obra, ha matado a sus creadores; a la Dra. Maggie Walsh en el episodio anterior y, en este episodio al Dr. Angleman, como en el moderno Prometeo no es castigado por los dioses, sino por su propia creación. Por creerse superior a Dios, creando vida de donde no la había anteriormente.

## Actores

### Reparto
- Sarah Michelle Gellar como Buffy Summers.
- Nicholas Brendon como Xander Harris.
- Alyson Hannigan como Willow Rosenberg.
- Marc Blucas como Riley Finn.
- James Marsters como Spike.
- Anthony Stewart Head como Rupert Giles.

### Estrellas Invitadas
- Amber Benson como Tara Maclay.
- George Hertzberg como Adam.
- Leonard Roberts como Forrest Gates.
- Bailey Chase como Graham Miller.
- Jack Stehlin como Angleman.
- JB Gaynor como Niño.
- Saverio Guerra como Willy El Snitch.
- Emma Caulfield como Anya Jenkins.

### Co-reparto
- Amy Powell como Reportero.
- Andy Marshall como Asistenta #1.
- Paul Leighton como Rough-Looking Demonio.
- Karen Charnell como Shady Lady.

## Producción